# جمهوری شوروی چین
جمهوری شوروی چین (به چینی: 中华苏维埃共和国) یا جمهوری سوسیالیستی شوروی چین یکمین رژیم ملی و یک شبه‌دولت آسیای شرقی در چین بود که در ۷ نوامبر ۱۹۳۱ تحت رهبری حزب کمونیست چین و با حمایت اتحاد جماهیر شوروی و انترناسیونال کمونیست تأسیس شد. این دولت نیای جمهوری خلق چین قلمداد می‌شود. رژیم جمهوری شوروی چین خواستار سرنگونی حکومت ارتجاعی حزب ناسیونالیست چین، حذف سرمایه‌داری، تحقق سوسیالیسم، کمونیسم و خودمختاری کامل ملی در جهان بود. قلمروهای ناپیوسته جمهوری شوروی چین شامل ۱۸ استان و ۴ شهرستان تحت کنترل نیروهای کمونیستی بود. دولت جمهوری شوروی چین در بزرگ‌ترین حالت قلمرو خود در جیانگشی–فوجیان شوروی—متناوباْ با عنوان کیانکسی–فوکین شوروی هم شناخته‌می‌شود—قرار داشت. جیانگشی–فوجیان شوروی در تاریخ اولیه جمهوری شوروی چین بسیار اهمیت داشت و گاهی اوقات از نام‌های جیانگشی شوروی و کیانگسی شوروی برای اشاره به جمهوری شوروی چین به‌عنوان یک کل استفاده می‌شد. سایر قلمروهای تشکیل‌دهنده جمهوری شوروی چین شامل شمال شرقی جیانگشی شوروی، هونان–جیانگشی شوروی، هونان–هوبئی–جیانگشی شوروی، هونان–هوبئی غربی، هونان–هوبئی–سیچوآن–گایژو شوروی، شاآنشی–گانسو، سیچوآن–شنسی، هوبئی–هنان–آن‌هوئی، هایفنگ–لوفنگ شوروی بود.
مائو تسه‌تونگ رئیس کشور و نخست‌وزیر جمهوری شوروی چین بوده‌است. او کشور و دولت را رهبری کرد. مائو در دوران تصدی به‌عنوان رئیس «دولت کوچک در یک دولت» تجربه‌هایی در جنگ سیار و سازماندهی دهقانی کسب کرد. این تجربه به او کمک کرد تا اتحاد مجدد کمونیستی چین را در اواخر دهه ۱۹۴۰ انجام دهد.
جمهوری شوروی چین در نهایت توسط ارتش انقلابی ملی کومینتانگ به‌سبب یک سری کمپین‌های محاصره در سال ۱۹۳۴ سرنگون شد. پس از حادثه شی‌آن در دسامبر ۱۹۳۶، کمونیست‌ها و کومینتانگ یک «جبهه متحد» ناآرام برای مقاومت در برابر فشار ژاپن تشکیل دادند و کمونیست‌ها حداقل برای یک لحظه چیانگ کای شک را به‌عنوان رهبر چین به رسمیت شناختند. انحلال رسمی جمهوری شوروی چین در ۲۲ سپتامبر ۱۹۳۷ با بقایای بازمانده به‌عنوان یان‌آن شوروی که توسط رهبری جمهوری شوروی چین تشکیل شده‌بود، انجامید.

## استقرار
در ۷ نوامبر ۱۹۳۱—سالگرد انقلاب اکتبر ۱۹۱۷ روسیه—کنفرانس ملی نمایندگان خلق شوروی در روئیجین، استان جیانگشی برگزار شد. روئیجین پایتخت ملی بود و جمهوری شوروی چین برای میزبانی این گردهمایی از اتحاد جماهیر شوروی کمک گرفته بود. جمهوری شوروی چین در همان اوقات بنیانگذارده شد. بیشتر چین هنوز تحت کنترل دولت ملی جمهوری چین بود. مراسم افتتاحیه برای کشور جدید برگزار شد و مائو تسه تونگ و دیگر کمونیست‌ها در رژه نظامی شرکت کردند. جمهوری شوروی چین بانک ملی خود را داشت و پول ملی خود را چاپ می‌کرد و اقدام به جمع‌آوری مالیات می‌کرد. این آغاز دو چین در نظر گرفته می‌شود.
مائو تسه تونگ با عناوین رئیس کشور—رئیس کمیته اجرایی مرکزی—و دولت—رئیس شورای کمیساریای خلق—جمهوری شوروی چین به تدریج ترقی کرد. جمهوری شوروی چین در اوج خود بیش از ۳۰٬۰۰۰ کیلومتر مربع—۱۲٬۰۰۰ مایل مربع—بخش بزرگی از دو استان—با تینگ‌ژو در فوجیان—را پوشش می‌داد و سه میلیون نفر جمعیت داشت. اقتصاد این کشور از بسیاری از مناطق تحت کنترل جنگ‌سالاران چینی با ثبات تر بود. علاوه بر شبه‌نظامیان و سربازان چریکی، ارتش سرخ چین که به خوبی مسلح بود تا اوایل دهه ۱۹۳۰، اعضای آن به بیش از ۱۴۰٬۰۰۰ سرباز رسیده‌بود. ارتش سرخ چین از تکنولوژی ارتباطات مدرن—تلفن، تلگراف و رادیو، که ارتش جنگ‌سالاران فاقد آن بودند—برخوردار بود و همزمان با شکستن کدهای ملی‌گرایانه، پیام‌های رمزگذاری‌شده بی‌سیم را مخابره می‌کرد. در آن زمان، تنها ارتش چیانگ کای شک می‌توانست با نیروهای کمونیستی برابری کند.
کومینتانگ، به رهبری چیانگ کای شک، از جانب جمهوری شوروی چین احساس خطر کرد. این امر جنگ‌سالاران چینی را وادار کرد تا ارتش انقلابی ملی، جمهوری شوروی چین را محاصره کند و آنچه را که چیانگ و دیگر ملی‌گرایانش کمپین‌های محاصره می‌نامیدند، به راه انداخته‌شود. کمونیست‌ها با آنچه که کمپین‌های ضد محاصره می‌نامیدند به مقابله با نیروهای حزب ناسیونالیست شتافتند. مبارزات محاصره اول، دوم و سوم چیانگ کای شک توسط ارتش سرخ چین به رهبری مائو با شکست مواجه شد. با این حال، پس از سومین کمپین ضد محاصره، وانگ مینگ، یک کمونیست چینی که از اتحاد جماهیر شوروی بازگشته بود، جایگزین مائو شد. ارتش سرخ چین توسط کمیته‌ای سه نفره فرماندهی می‌شد که شامل همکاران وانگ مینگ، اتو براون—مشاور نظامی کمینترن، بو گو و جئو ئن لای بود. پس از آن جمهوری شوروی چین به دلیل حاکمیت چپ افراطی و فرماندهی نظامی ناکارآمد آن به سرعت شروع به افول کرد. رهبری جدید نتوانست خود را از شر نفوذ مائو—که در دوره چهارم محاصره ادامه یافت—که موقتاً از کمونیست‌ها محافظت می‌کرد خلاص کند. و همنیطور به دلیل تسلط رهبری جدید کمونیست پس از چهارمین کمپین ضد محاصره، شمار اعضای ارتش سرخ تقریباً به نصف کاهش یافت و بیشتر تجهیزات آن در جریان پنجمین کمپین محاصره چیانگ از بین رفت. این در سال ۱۹۳۳ آغاز شد و توسط مشاوران آلمانی چیانگ که از محاصره جمهوری شوروی چین با ساختمان‌های مستحکم حمایت می‌کردند، تنظیم شد. در تلاش برای شکستن محاصره، ارتش سرخ بارها قلعه‌ها را محاصره کرد و طی همین عملیات‌ها متحمل تلفات سنگین و موفقیت محدودی شد. در نتیجه همین اقدامات، جمهوری شوروی چین به‌دلیل نیروی انسانی و تلفات مادی ارتش سرخ چین به‌طور قابل توجهی رو به افول گذاشت.

## ساختار حکومت

### قانون اساسی
طرح کلی قانون اساسی جمهوری شوروی چین توسط اولین کنگره ملی در نوامبر ۱۹۳۱ به تصویب رسید. دومین کنگره ملی در ژانویه ۱۹۳۴ در مجموع ۱۷ ماده قانون اساسی را بازنگری و تصویب کرد.

### جاسوسی
زمانی که کمونیست‌ها مورد حمله نالسیونالیست‌ها قرار گرفتند، محکوم به فنا به نظر می‌رسیدند. با این همه، جئو ئن لای بیش از دوازده خال در حلقه درونی چیانگ کای شک از جمله مقر اصلی او در نانچانگ کاشته بود. یکی از مهم‌ترین عوامل جئو، مو شیانگ بود. او کمونیست نبود ولی کمک‌های او باعث نجات حزب کمونیست چین و ارتش سرخ چین شد.
با توصیه‌های یانگ یونگتای، دبیرکل چیانگ کای شک—که از فعالیت‌های کمونیستی مو بی‌خبر بود، مو در رژیم چیانگ کای شک برخاست و در اوایل دهه ۱۹۰ به یکی از اعضای مهم ستاد مرکزی او تبدیل شد. در ژانویه ۱۹۳۴، چیانگ کای شک او را به‌عنوان مدیر و فرمانده کل منطقه ویژه چهارم در شمال جیانگشی منصوب کرد. مو از موقعیت خود برای استقرار بیش از دوازده مأمور کمونیست در ستاد کل چیانگ از جمله لیو یافو—که حزب کمونیست چین را معرفی کرد، شیانگ یونیان—مدیر کمونیستش که او را به‌عنوان منشی خود استخدام کرد—و لو ژیئینگ—سرپرست حلقه جاسوسی به فرماندهی جئو ئن لای—استفاده کرد.
چیانگ پس از محاصره موفقیت‌آمیز منطقه روئیجین—پایتخت جمهوری شوروی چین—و اشغال بیشتر آن، مطمئن بود که می‌تواند کمونیست‌ها را در آخرین حمله قاطع شکست دهد. در اواخر سپتامبر ۱۹۳۴، او «طرح سطل آهنی» فوق محرمانه خود را در ستاد کل در لوشان—جایگزین تابستانی نانچانگ—توزیع کرد که جزئیات آخرین فشار برای از بین بردن نیروهای کمونیستی را شرح می‌داد. چیانگ ۳۰ خط محاصره با ۳۰ حصار سیم خاردار—بیشتر برقی—در شعاع ۱۵۰ کیلومتری—۹۳مایلی—در اطراف روئیجین برای گرسنگی‌دادن به کمونیستی را پایه‌ریزی کرد. علاوه بر این، قرار بود بیش از ۱۰۰۰ کامیون در یک نیروی واکنش سریع برای جلوگیری از شکست کمونیست‌ها بسیج شوند. مو شیانگ که به قطعیت نابودی کمونیست‌ها پی برد، همان شب سند چند کیلوگرمی را به شیانگ یونیان داد و جان خود و خانواده‌اش را به خطر انداخت.
با کمک لیو یافو و لو ژیئینگ، مأموران کمونیست اطلاعات را در چهار فرهنگ لغت کپی کردند و شیانگ یونیان مأمور شد آن را به جمهوری شوروی چین برساند. این سفر خطرناک بود زیرا نیروهای جبهه ناسیونالیست هر کسی را که قصد عبور از محاصره را داشت دستگیر و اعدام می‌کردند. شیانگ یونیان در کوه‌ها مخفی شد و چهار دندان خود را با سنگ درآورد که باعث تورم صورت او شد. او که به شکل یک گدا درآمده بود، جلد چهار فرهنگ لغت را پاره کرد و ته کیفش را با غذای فاسد پوشاند. با عبور از چندین خط محاصره، در ۷ اکتبر ۱۹۳۴ به روئیجین رسید. اطلاعات ارائه‌شده توسط مو شیانگ، کمونیست‌های جمهوری شوروی چین را متقاعد کرد که پایگاه خود را ترک کنند و قبل از اینکه چیانگ بتواند خطوط محاصره خود را با حصارهای سیم خاردار تقویت کند، عقب‌نشینی کنند. سرانجام نیروهای کمونیستی کامیون‌ها و نیروها را بسیج کردند و خود را از نابودی نجات دادند.

### انتخابات
از نوامبر ۱۹۳۱ تا اوایل سال ۱۹۳۴ جمهوری شوروی چین سه دوره انتخابات برگزار کرد.

#### نامزدها
فهرست نامزدها توسط سازمان حزب بر اساس جمع‌آوری نظرات توده‌ها پیشنهاد و به کمیته انتخابات ارائه می‌شد. انتخابات شهرستان و سطح شهر به‌طور مستقیم، ناحیه و بالاتر به‌طور غیر مستقیم برگزار می‌شد.
انتخابات شوراها در سطح شهرستان توسط کمیته‌های شهرستانی و منطقه‌ای حزب کمونیست چین و نمایندگان شوروی تعیین می‌شد. نامزدهای ارتش سرخ درصد بالاتری را نسبت به سایر نامزدها داشتند.

#### واجدین بذل رأی
فقط دهقانان فقیر و متوسط رو به پایین، کارگران، پرسنل ارتش سرخ، اعضای حزب کمونیست چین و سایر پرولتاریا واجد شرایط رأی‌دادن بودند. دهقانان ثروتمند، مالکان، تاجران، مبلغان، پرسنل سیاسی و نظامی جمهوری چین و اعضای خانواده آن‌ها حق رأی دادن نداشتند.

### دارایی

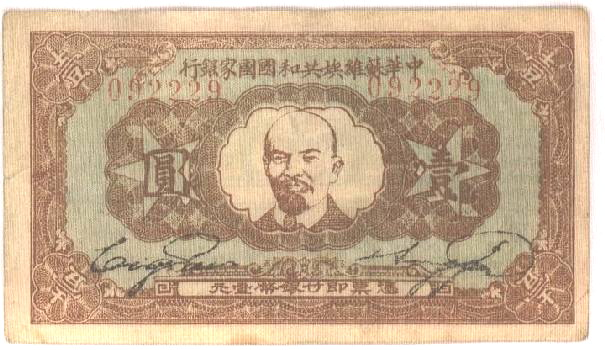
اسکناس یک یوآنی با پرتره لنین

در یکم فوریه ۱۹۳۲، بانک ملی جمهوری شوروی چین با ریاست مائو زمین تأسیس شد. ضرابخانه مرکزی جمهوری شوروی چین سه نوع ارز به قرار: یک اسکناس کاغذی، یک سکه مسی و یک دلار نقره صادر کرد.
ضرابخانه مرکزی به‌طور خلاصه هم اسکناس‌های کاغذی و هم سکه‌های مسی را منتشر کرد. گفتی‌است هیچ‌کدام برای مدت طولانی در گردش نبودند، زیرا این ارز در بقیه چین قابل استفاده نبود. اسکناس «بانک ملی جمهوری شوروی چین» با حروف سنتی چینی و تصویر ولادیمیر لنین چاپ شده بود.

### مالیات‌بندی
در نوامبر ۱۹۳۱، اداره ملی مالیات تأسیس شد. در سال ۲۰۰۲، ساختمان اصلی برای عموم بازسازی شد.

### تمبر پستی
اداره کل پست‌های جمهوری شوروی چین در ۱ مه ۱۹۳۲ در روئیجین تأسیس شد. اولین تمبرها توسط هوآنگ یاگوآنگ طراحی و توسط چاپخانه وزارت دارایی در روئیجین به صورت لیتوگرافی چاپ شد. همچنین برای ساخت از کاغذ سفید یا روزنامه استفاده شد. آن‌ها غیر منفذی بودند و بر اساس واحد پول نقره–دلار جمهوری شوروی چین تعیین می‌شدند. آن‌ها نسبتاً کمیاب هستند و کلکسیونرها به دنبال آن هستند. همچنین مجعولات و موضوعات جعلی زیادی وجود دارد که از تمبرهای اولیه مناطق کمونیستی تقلید می‌کنند.

## رهبری حزب کمونیست چین بر شوراها
در اوایل تأسیس جمهوری شوروی چین، شوراها در همه سطوح به ندرت جلسات منظمی برگزار می‌کردند و اکثر نمایندگان در طول جلسات نظرات خود را بیان نمی‌کردند. قدرت واقعی توسط ارگان‌های حزب کمونیست چین در همه سطح اعمال می‌شد. پس از تشکیل هیئت شورایی، حزب کمونیست چین شعبه حزبی را برای اعمال رهبری بر شوراها در درون خود ایجاد کرد. محتوا و دستور کار کنگره شوراها نیز توسط حزب کمونیست چین ارائه می‌شد. امورات مختص به دولت توسط حزب کمونیست نظارت و اداره می‌شد.

## تلاشی و راهپیمایی طولانی
در ۱۰ اکتبر ۱۹۳۴، رهبری متشکل سه نفره نیروهای کمونیست دستور عقب‌نشینی را صادر کرد. در ۱۶ اکتبر ارتش سرخ چین آنچه را که بعدها به‌عنوان راهپیمایی طولانی شناخته شد آغاز کرد و جمهوری شوروی چین را ترک گفت. ناسیونالیست‌ها زمانی که در ۵ نوامبر به شهر متروکه روئیجین رسیدند متوجه شدند که هفده روز پیش نیروی اصلی کمونیست پایگاه خود را ترک کرد. مقصد اصلی پایگاه کمونیستی هی لانگ در هوبئی بود. مقصد نهایی—یان‌آن—بعد از ظهور مائو تسه تونگ انتخاب نشد. برای جلوگیری از وحشت، هدف از بسیاری از مردم—از جمله مائو تسه تونگ—مخفی نگاه داشته‌شد. به مردم گفته شده‌بود که بخشی از ارتش سرخ چین درگیر جنگ متحرک با نیروهای ملی‌گرا خواهند بود و این بخش از ارتش به «ارتش میدانی» تغییر نام داد.
تا پاییز ۱۹۳۴، کمونیست‌ها با نابودی مواجه شدند و این وضعیت مائو تسه تونگ و حامیانش را متقاعد کرده بود که کمونیست‌ها باید پایگاه‌های خود در جمهوری شوروی چین را رها کنند. با این همه، رهبری نیروهای کمونیستی از پذیرش چشم‌انداز شکست خودداری کرد و همچنان امیدوار بود که نیروهای ملی‌گرا را شکست می‌دهد. کمیته سه نفره رهبری نیروهای کمونیست پس از یک عقب‌نشینی موقت، یک طرح انحرافی و یک گروه‌بندی مجدد را طراحی کرد. پس از گروه‌بندی مجدد، یک ضد حمله با نیروهای انحرافی قبلی آغاز می‌شود و ملی‌گراها را از جمهوری شوروی چین خارج می‌کند.
اولین حرکت انحراف عقب‌نشینی توسط فانگ ژیمین رهبری شد. فانگ—و معاونش، ژان ویژو—اولین کسانی بودند که در ماه ژوئن خطوط کومینتانگ را شکستند و سپس شیائو کی که در ماه اوت از آن عبور کرد. این جنبش‌ها کومینتانگ را که از نظر شماری برتر از کمونیست‌ها بودند، غافلگیر کرد و انتظار حمله به محوطه مستحکم خود را نداشتند. مع‌الوصف، نیروی فانگ ژیمین پس از موفقیت اولیه درهم شکسته شد و ژان ویژو در عملیات کشته شد. تقریباً همه فرماندهان—از جمله فانگ ژیمین—مجروح و زنده دستگیر شدند و همه توسط ناسیونالیست‌ها اعدام گشتند. تنها استثنا سو یو بود که فرار کرد. شیائو کی بهتر از این عمل نکرد و نیروهایش در ابتدا به پایگاه کمونیستی هی لانگ در هوبئی رسیدند. آنها حتی با نیروهای ترکیبی خود نیز نتوانستند نیروهای ملی‌گرا را به چالش بکشند و تا ۱۵ سال بعد از تأسیس جمهوری خلق چین به کشور بازنگشتند.
شکست نیروی انحرافی منجر به از دست دادن تماس آن‌ها با جمهوری شوروی چین شد. رهبری نیروهای کمونیستی نتوانست حرکت بعدی خود را هماهنگ کند و همچنان معتقد بود که عقب‌نشینی موقت در نزدیکی—یا درون—جمهوری شوروی چین به آن‌ها اجازه می‌دهد تا بهبود یابند و ضد حمله کنند. بخشی از ارتش سرخ جبهه اول که درگیر جنگ متحرک بود، بخش اعظم نیروی کمونیستی بود که در حال عقب‌نشینی عمومی بود و شمار آن از ۱۴۰٬۰۰۰ نفر بسیار کاهش یافت. بسیاری از سربازان ارتش سرخ چین با از دست رفتن بیشتر تجهیزاتشان مجبور شدند خود را با سلاح‌های قدیمی مسلح کنند.

## انحلال
جمهوری شوروی چین به‌طور رسمی به حیات خود ادامه داد زیرا کمونیست‌ها هنوز برخی مناطق مانند هوبئی–هنان–شاآنسی شوروی را کنترل می‌کردند. بائوآن برای مدتی پایتخت بود تا اینکه دولت کمونیستی به یان‌آن منتقل شد. جمهوری شوروی چین در ۲۲ سپتامبر ۱۹۳۳ زمانی که حزب کمونیست چین، در جبهه متحد دوم مانیفست خود را در مورد اتحاد با کومینتانگ صادر کرد انحلال یافت. جنگ دوم چین و ژاپن تنها چند هفته پیش بود. حزب کمونیست چین عملاً کنترل یان‌آن را که سنگر آن تا پایان جنگ با ژاپن بود را حفظ کرد.